# Route 430 (Nouveau-Brunswick)
Pour les articles homonymes, voir Route 430.
La route 430 est une route locale du Nouveau-Brunswick située dans le nord-est de la province, entre Miramichi et Bathurst.  Elle mesure 110 kilomètres, et n'est pas pavée sur toute sa longueur, alors qu'une petite section de la route, au centre, est une route de gravier.

## Tracé
La 430 débute à Miramichi, dans le quartier de Newcastle (Miramichi West), sur un rond-point avec la route 8. Elle commence par se diriger vers le nord pendant à peine 2 kilomètres, puis elle bifurque vers le nord-ouest pendant 20 kilomètres, jusqu'à Trout Brook. Elle traverse ensuite la rivière Miramichi nord-ouest. Elle traverse ensuite Wayerton, puis elle traverse une région beaucoup plus isolée et boisée. Elle continue sa route vers le nord-nord-ouest pour 35 kilomètres, puis elle traverse la rivière Nepisiguit. Elle bifurque ensuite vers l'est jusqu'à la région des mines Bathurst et Brunswick. Elle se dirige ensuite vers le nord-nord-est tout en suivant la rivière Nepisiguit, puis elle croise la route 11 au sud de Bathurst. La 430 traverse finalement le centre-ville de Bathurst, en étant nommée avenue King, puis elle se termine sur la route 134, la rue Main. 

## Intersections principales
| Route 430                            |                       |     |                                                         |                                              |
| Comté                                | Location              | km  | Intersection/Destinations                               | Notes                                        |
| Northumberland                       | Miramichi (Newcastle) | 0   | R-8, Fredericton, Miramichi                             | Carrefour giratoire; extrémité sud de la 430 |
| Northumberland                       | Miramichi (Newcastle) | 1   | Boul. Newcastle est, Miramichi                          |                                              |
| Northumberland                       | Chaplin Island Road   | 7   | Chemin Bellefond, Bellefond, Highbank                   |                                              |
| Northumberland                       | Chaplin Island Road   | 8   | R-435, Red Bank, Maple Glen                             |                                              |
| Northumberland                       | Wayerton              | 24  | Chemin Northwest sud, Sevogle, Red Bank                 |                                              |
| Northumberland                       | Wayerton              | 25  | Traverse de la rivière Miramichi nord-ouest             |                                              |
| Gloucester                           | Middle Landing        | 91  | R-360 est, Allardville, Tracadie-Sheila                 |                                              |
| Gloucester                           | Bathurst              | 102 | R-11, Caraquet, Miramichi, Tracadie-Sheila, Campbellton | sortie 304 de la 11                          |
| Gloucester                           | Bathurst              | 110 | R-134 (rue Main), Bathurst centre-ville, Petit-Rocher   | extrémité nord de la 430                     |
| Bleu: Échangeur // Mauve: Rond-Point |                       |     |                                                         |                                              |